# Brachinus ichabodopsis
Brachinus ichabodopsis är en skalbaggsart som beskrevs av Terry Erwin. Brachinus ichabodopsis ingår i släktet Brachinus och familjen jordlöpare. Inga underarter finns listade i Catalogue of Life.